# 렘피라주

렘피라 주의 위치

렘피라주(스페인어: Lempira)는 온두라스 서부에 위치한 주로 주도는 그라시아스이며 면적은 4,290km2, 인구는 277,910명(2005년 기준)이다. 주 이름은 16세기 초반 스페인의 식민 통치에 저항했던 렝카족의 수장인 렘피라에서 유래된 이름이다. 1943년까지는 그라시아스 주(Gracias)라는 명칭을 사용하였다. 엘살바도르와 국경을 접하며 28개 지방 자치체를 관할한다.